# Joy Anna Thielemans
Joy Anna Thielemans (Antwerpen, 18 augustus 1992) is een Belgische actrice en presentatrice.

## Carrière

### Studies en eerste theatervoorstellingen
In 2004 en 2008 speelde Thielemans in twee theaterproducties van ZEVEN/Inne Goris, namelijk De Dood en het meisje (2004) en Naar Medeia (2008).
Thielemans begon de studie communicatiemanagement aan de Plantijn Hogeschool te Antwerpen in 2012, maar zette die stop.

### Mediacarrière
Thielemans werd in Vlaanderen bekend door haar rol als Jana Blomaert in de Eén-serie Thuis. Van februari 2012 tot februari 2017 maakte zij daarbij deel uit van de kernploeg van acteurs. Voordien speelde ze gastrollen in series zoals Vermist en Code 37. Thielemans was ook te zien als Sofie Sterckx in de serie Quiz Me Quick. Begin 2014 speelde ze een gastrol in Tegen de sterren op. Ze vertolkte ook een kleine rol in Amateurs.
In 2014 bracht ze het boek Gewoon Joy uit, waarin ze naar eigen zeggen een inkijk gaf in de bouwstenen van haar leven. Eind mei 2014 verscheen haar eerste column in Flair, de laatste verscheen op 16 maart 2016.
In het najaar van 2015 presenteerde ze op Eén het spelprogramma Het sterkste netwerk. Daarin speelden sociale netwerken — waarvan Thielemans zelf een bekend gebruikster was — een grote rol.
In 2016 bleek Thielemans slachtoffer te zijn geweest van cybercriminaliteit. Cyebrcriminelen zouden intieme foto's van Thielemans hebben verkregen, maar later bleek een promotiestunt te zijn voor de White Ribbon campagne.

### Einde mediacarrière
In augustus 2016 kondigde de actrice haar afscheid bij Thuis aan. In februari 2017 was ze er voor het laatst te zien. In oktober 2017 was ze het proefkonijn van de Nederlandse cabaretier Jan Jaap van der Wal in het programma Control Alt Delete op NPO 3. Er werden die maand vier afleveringen van uitgezonden.
Thielemans verwijderde eind 2017 zonder aankondiging haar populaire Instagram-, Facebook- en Twitter-accounts. Daarnaast besliste ze ook om de mediawereld te verlaten. In De Morgen gaf ze een van haar laatste interviews, waarin ze al sprak over "niet meer te willen leven via haar telefoon".

## Televisierollen
- Code 37 (2011), als Roxane Cardinaels
- Vermist (2012), als Amber Dierickx
- Quiz Me Quick (2012), als Sofie Sterckx
- Dave, a Soulwax tribute (2012), als Milkshake girl / Veiled assistant
- Wolven (2013), als Lizzy
- Thuis (2012-2017), als Jana Blomaert
- Amateurs (2014)
- The Team (2015), als Armande Claes

## Presentatrice
- Metropolis op Acht seizoen 4 en 5 (2012-2013)
- De Strafste School van Vlaanderen op MNM (2013, 2016)
- Lust for life op Eén (2013-2014)
- Het sterkste netwerk op Eén (2015)
- MTV EMA PRE PARTY (2015, 2016, 2017)
- Met één naar 2016! op Eén (2015)
- Control alt delete van Human op NPO 3 (2017)

## Theater
- Naar Medeia (2008) - ZEVEN/Inne Goris
- De Dood en het meisje (2005) - ZEVEN/Inne Goris